# Мещерский, Сергей Иванович
Князь Сергей Иванович Мещерский (1799/1800 — 1870) — русский военачальник, (генерал-майор Свиты), георгиевский кавалер (за боевое отличие), свойственник А. С. Пушкина. 

## Биография
Из старинного и знатного рода. Отец — князь  Иван Сергеевич Мещерский (1775–1851), отставной майор, богатый помещик. Мать — София Сергеевна Мещерская, из рода Всеволожских, дочь генерал-поручика, фаворитка великого князя Александра Павловича, будущего императора Александра I. Сын, которого София Сергеевна родила до замужества, — генерал-лейтенант Николай Евгеньевич Лукаш, считается внебрачным сыном Александра I.
Сергей Иванович Мещерский имел также двух законных братьев и двух сестёр, которые вступили в браки с представителями важнейших семейств Империи — Трубецких, Румянцевых, Карамзиных (на дочери историка был женат брат Сергея Ивановича), Гончаровых (на брате супруги Пушкина была с 1835 года жената его сестра). 
Сергей Мещерский учился в Пажеском корпусе в Санкт-Петербурге, из которого в 1817 году был выпущен офицером в Лейб-гвардии Гренадерский полк. В 1825 году пожалован во флигель-адъютанты. Участвовал в Русско-турецкой войне 1828-1829 годов, 30 сентября 1828 за боевое отличие был награждён орденом Святого Георгия 4-й степени. 
В 1835 году был пожалован в генерал-майоры Свиты (к тому времени уже имел чин генерал-майора), в 1839 вышел в отставку. 
Сохранился карандашный портрет князя Мещерского, выполненный выдающимся глухонемым художником Карлом Карловичем Гампельном, хранящийся в государственном историко-художественном музее «Новый Иерусалим».

## Семья
Был женат на княжне Александре Борисовне Голицыной (1802–1876, по другим данным 1798—1876), дочери генерал-лейтенанта Бориса Андреевича Голицына, брак был бездетным.